# Природоохоронні території Туркменістану

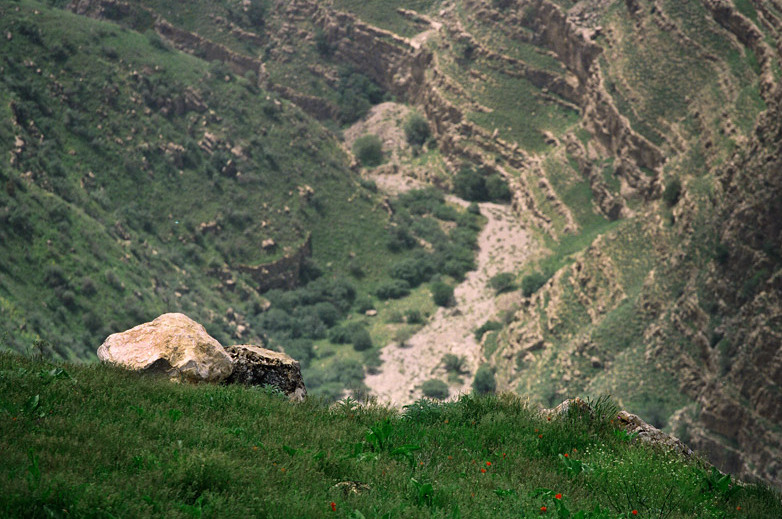
Копетдаг

Природоохоронні території Туркменістану (Особливо охоронювані природні території) — ділянки навколишнього природного середовища (земель, лісів, вод, надр, повітряного простору), природні комплекси та окремі об'єкти Туркменістану, що мають особливу природоохоронну, наукову, культурно-пізнавальну, рекреаційно-оздоровчу, естетичну цінність, взяті під особливу охорону держави з метою збереження і відновлення екологічної рівноваги, багатства і різноманітності природних ресурсів і корисних властивостей природного середовища.

## Категорії особливо охоронюваних природних територій
Особливо охоронювані природні території в залежності від значимості і цінності природних комплексів та об'єктів поділяються на такі категорії:
1. особливо охоронювані природні території міжнародного значення, що мають видатну універсальну цінність з точки зору екології, науки, культури, естетики, рекреації, включені і передбачувані для включення до Списку всесвітньої спадщини ЮНЕСКО, в список Всесвітньої мережі біосферних заповідників ЮНЕСКО, в Міжнародні списки Міжнародного союзу охорони природи;
2. особливо охоронювані природні території державного значення, що мають особливе екологічне, наукове, культурне, естетичне, рекреаційне значення в межах Туркменістану;
3. особливо охоронювані природні території місцевого значення, що мають екологічне, наукове, культурне, естетичне, рекреаційне значення в межах конкретної території велаята, міста з правами велаята, етрапу, міста з правами етрапу, міста в етрапі, селища, генгешлику.

## Види особливо охоронюваних природних територій
Залежно від цілей створення і виду режиму охорони виділяються наступні види особливо охоронюваних природних територій:
1. державні природні заповідники;
2. державні біосферні заповідники;
3. національні природні парки;
4. державні природні заказники;
5. державні пам'ятки природи;
6. природні території оздоровчого призначення;
7. державні ботанічні сади;
8. державні зоологічні парки.

Законодавством Туркменістану можуть передбачатися й інші види особливо охоронюваних природних територій.

## Загальна характеритсика
Природоохоронні території Туркменістану займають близько 4 % території країни. Це 9 заповідників, один з яких має статус біосферного і 16 заказників у відомстві Міністерства охорони природи Туркменістану, а також численні пам'ятки природи. Елементами екологічної мережі, пов'язаними з системою особливо охоронюваних природних територій, які також перебувають під охороною держави визнаються ділянки земель оздоровчого та рекреаційного призначення, охоронні зони, екологічні коридори, лісовий фонд, мисливські угіддя. Згідно із законом «Про охорону природи», прийнятим 1 березня 2014 року водно-болотяні угіддя, що мають міжнародне значення, ключові орнітологічні території, унікальні природні водні об'єкти або їх ділянки також є одними з видів особливо охоронюваних природних територій.
На території особливо охоронюваних природних територій проводяться дослідження для подальшої підготовки науково обгрунтованих рекомендацій з охорони і раціонального використання природних ресурсів. З метою відтворення і розведення рідкісних і цінних видів тварин і рослин в заповідниках організовуються розплідники по розведенню «червонокнижних» рідкісних і зникаючих видів тварин і рослин з подальшим «поверненням» їх в природу.

## Заповідники та державні природні заказники
На території Туркменістану природоохоронну діяльність здійснюють:
1. Копетдазький заповідник (з Меана-Чаачинським і Гуриховданським заказниками);
2. Хозарський заповідник (з заказником Огурджали);
3. Сюнт-Хасардазький заповідник (із Сюнт-Хасардазьким заказником);
4. Капланкирський заповідник (із Сарикамиським та Шасенемським заказниками);
5. Репетецький заповідник (з Яраджинським заказником);
6. Амудар'їнський заповідник (з Келіфським заказником);
7. Койтендазький заповідник (з Карлюцьким, Ходжапільським, Ходжабурджібелентським, Ходжагаравульським заказниками);
8. Бадхизький заповідник (з Кизилджарським, Пулхатинським, Чеменабітським заказниками)
9. заповідник «Берекетлі Гарагум» із заказником.

Репетецький державний заповідник має статус біосферного. Правовий статус державного біосферного заповідника надається особливо охоронюваній природній території, що здійснює глобальний екологічний моніторинг і отримала сертифікат ЮНЕСКО, а значить є заповідником міжнародного значення.

## Законодавство Республіки Туркменістан про особливо охоронювані природні території
- Про особливо охоронювані природні території (2012)
- Про рослинний світ (2012)
- Про тваринний світ (2013)
- Про охорону природи (2014)
- Кодекс Туркменістану про адміністративні правопорушення (2013)